# João da Mota e Silva

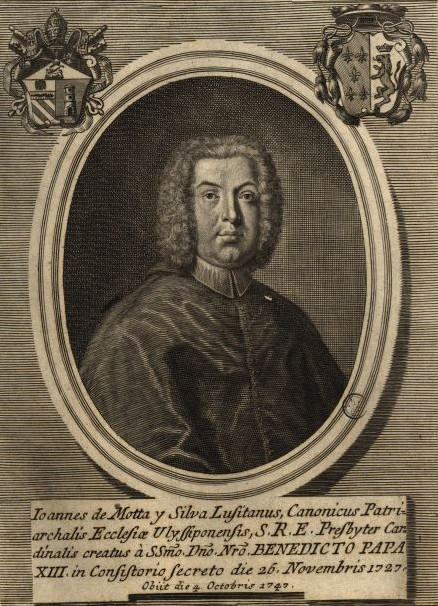
Stich (vor 1791)

Wappen

Dom João da Mota e Silva (* 14. August 1685 in Castelo Branco, Portugal; † 4. Oktober 1747 in Lissabon, Portugal) war ein portugiesischer Kardinal und Politiker.
Er studierte Philosophie in Evora und Theologie in Coimbra und promovierte dort auch. Später war er Kanoniker an der Stiftskirche São Tomé. 1727 wurde er durch Papst Benedikt XIII. zum Kardinal geweiht, von 1732 bis 1741 war er Erzbischof von Braga, in diesem Fall als Elekt, 1736 wurde er zum Premierminister unter König João V. ernannt. Bis heute hat sich seine Kutsche erhalten und kann im Kutschenmuseum in Lissabon besichtigt werden.
Er starb am 4. Oktober 1747 in Lissabon im Alter von 56 Jahren.